# Cmentarz żydowski w Lubiczu Górnym
Cmentarz żydowski w Lubiczu Górnym – kirkut mieści się we wschodniej części wsi. Nekropolia powstała w XVIII wieku, czyli w czasie, gdy została założona gmina żydowska w Kikole. W wyniku dewastacji dokonanej przez hitlerowców do dziś na terenie kirkutu nie zachowały się jakiekolwiek macewy, jego teren został częściowo zabudowany.